# Günther Krampf
Günther Krampf (Vienna, 8 febbraio 1899 – Londra, 4 agosto 1950) è stato un direttore della fotografia austriaco.

## Filmografia

### Lungometraggi
- Die Legende von der heiligen Simplicia, regia di Joe May (1920)
- Die Lieblingsfrau des Maharadscha, regia di Robert Dinesen, August Blom e Max Mack (1921)
- Die Geschichte von Barak Johnson, regia di Erik Lund (1921)
- Die Geschichte des grauen Hauses 1 - Episode: Der Mord aus verschmähter Liebe, regia di Erik Lund (1921)
- Die Geschichte des grauen Hauses - 2. Episode: Der Mord aus Verworfenheit, regia di Erik Lund (1921)
- Die Geschichte des grauen Hauses - 3. Episode: Der Mord aus Verzweiflung, regia di Erik Lund (1921)
- Die Geschichte des grauen Hauses - 4. Episode: Der Mord aus Habsucht, regia di Erik Lund (1921)
- Nosferatu il vampiro (Nosferatu, eine Symphonie des Grauens), regia di Friedrich Wilhelm Murnau (1922)
- Am roten Kliff, regia di Hanna Henning (1922)
- Ein Glas Wasser, regia di Ludwig Berger (1923)
- Pömperlis Kampf mit dem Schneeschuh, regia di Arnold Fanck e Holger-Madsen (1923)
- Erdgeist, regia di Leopold Jessner (1923)
- La favola di Cenerentola (Der verlorene Schuh), regia di Ludwig Berger (1923)
- Die Prinzessin Suwarin, regia di Johannes Guter (1923)
- Ein Glas Wasser, regia di Ludwig Berger (1923)
- Hotel Potemkin, regia di Max Neufeld (1924)
- Le mani dell'altro (Orlac's Hände), regia di Robert Wiene (1924)
- Pension Groonen, regia di Robert Wiene (1925)
- Das Mädchen mit der Protektion, regia di Max Mack (1925)
- Herrn Filip Collins Abenteuer, regia di Johannes Guter (1925)
- Der Student von Prag, regia di Henrik Galeen (1926)
- Der Sohn der Hagar, regia di Fritz Wendhausen (1927)
- Ein Mordsmädel, regia di Sidney Morgan (1927)
- Das Mädchen mit den fünf Nullen, regia di Curtis Bernhardt (1927)
- Grand Hotel...!, regia di Johannes Guter (1927)
- Il re del calcio (Der König der Mittelstürmer), regia di Fritz Freisler (1927)
- Schinderhannes, regia di Curtis Bernhardt (1928)
- Dorine und der Zufall, regia di Fritz Freisler (1928)
- Bergenstoget plyndret i natt, regia di Uwe Jens Krafft (1928)
- Il vaso di Pandora (Die Büchse der Pandora), regia di Georg Wilhelm Pabst (1929)
- Masken, regia di Rudolf Meinert (1929)
- Die Schleiertänzerin, regia di Charles Burguet (1929)
- Indizienbeweis, regia di Georg Jacoby (1929)
- L'ultima compagnia (Die letzte Kompagnie), regia di Curtis Bernhardt (1930)
- Alraune, la figlia del male (Alraune), regia di Richard Oswald (1930)
- Cyankali, regia di Hans Tintner (1930)
- The Bells, regia di Harcourt Templeman e Oscar Werndorff (1931)
- L'avventura del cassiere (Der brave Sünder), regia di Fritz Kortner (1931)
- Königin einer Nacht, regia di Fritz Wendhausen (1931)
- Das Lied der Nationen, regia di Rudolf Meinert (1931)
- The Outsider, regia di Harry Lachman (1931)
- The Lucky Number, regia di Anthony Asquith (1932)
- Kuhle Wampe, regia di Slatan Dudow (1932)
- Rome Express, regia di Walter Forde (1932)
- Sleeping Car, regia di Anatole Litvak (1933)
- The Ghoul, regia di T. Hayes Hunter (1933)
- Raffiche (Little Friend), regia di Berthold Viertel (1934)
- Little Stranger, regia di George King (1934)
- Death at Broadcasting House, regia di Reginald Denham (1934)
- Giovanna d'Arco (Das Mädchen Johanna), regia di Gustav Ucicky (1935)
- The Tunnel, regia di Maurice Elvey (1935)
- Ombre al confine (Everything Is Thunder), regia di Milton Rosmer (1936)
- Gentiluomo dilettante - Il nuovo Robin Hood (The Amateur Gentleman), regia di Thornton Freeland (1936)
- Oriente in rivolta (His Lordship), regia di Herbert Mason (1936)
- Paradiso per due (Paradise for Two), regia di Thornton Freeland (1937)
- Marigold, regia di Thomas Bentley (1938)
- La notte dell'incendio (On the Night of the Fire), regia di Brian Desmond Hurst (1939)
- Salverò tua figlia (The Outsider), regia di Paul L. Stein (1939)
- Segnali nella nebbia (Convoy), regia di Pen Tennyson (1940)
- Dead Man's Shoes, regia di Thomas Bentley (1940)
- La pecora nera del signor ministro (The Black Sheep of Whitehall), regia di Basil Dearden e Will Hay (1942)
- Torbide acque (The Night Has Eyes), regia di Leslie Arliss (1942)
- Agguato sul rapido (Suspected Person), regia di Lawrence Huntington (1942)
- Warn That Man, regia di Lawrence Huntington (1943)
- L'amante della morte (Latin Quarter), regia di Vernon Sewell (1945)
- Fame Is the Spur, regia di John e Roy Boulting (1947)
- This Was a Woman, regia di Tim Whelan (1948)
- I mariti di lady Clara (Portrait of Clare), regia di Lance Comfort (1950)
- The Franchise Affair, regia di Lawrence Huntington (1951)

### Cortometraggi
- Bon Voyage, regia di Alfred Hitchcock (1944)
- Aventure malgache, regia di Alfred Hitchcock (1944)